# Fernando Lázaro Carreter
Fernando Lázaro Carreter, né à Saragosse le 13 avril 1923 et mort à Madrid le 4 mars 2004, est un philologue espagnol, directeur de l'Académie royale espagnole de 1992 à 1998.

## Biographie
Il fait ses études secondaires au lycée Francisco de Goya de sa ville natale (1934-1941), où José Manuel Blecua Teijeiro, qui plus tard tiendra la chaire de littérature espagnole à l'Université de Barcelone, suscite chez lui un vif intérêt pour les lettres du Siècle d'or espagnol.
Il entame des études supérieures à la Faculté de philosophie et lettres de l'université de Saragosse (1941-1943), où il est élève de Francisco Ynduráin Hernández, puis étudie la philologie romane à l'université de Madrid (1943-1945). C'est là qu'il obtient en 1947 un doctorat sous la direction de Dámaso Alonso.
En 1949 il obtient la chaire de grammaire générale et critique littéraire de l'université de Salamanque ; il sera doyen de sa faculté de philosophie et lettres de 1962 à 1968. En 1971 il intègre l'université autonome de Madrid ; il prend sa retraite en 1988 après avoir tenu la chaire de théorie de la littérature. Il enseigna également de façon ponctuelle dans diverses universités du monde entier comme l'université de Heidelberg, l'université de Toulouse, l'université du Texas à Austin, et comme professeur associé à la Sorbonne.
À partir de 1972 il occupe le fauteuil « R » de l'Académie royale espagnole, vacant après la mort de Luis Martínez Kleiser (es), qu'il dirige de 1992 à 1998. Il prend diverses mesures visant à améliorer le financement de l'institution, notamment la création de la Fundación Pro Real Academia Española (1993), qui permet le lancement de nouveaux projets, notamment la création d'importantes banques de données informatiques comme le Corpus diacrónico del español (« Corpus diachronique de l'espagnol » CORDE)  et Corpus de referencia del español actual (« Corpus de référence de l'espagnol actuel », CREA)  
Pour ses travaux de journalisme il reçoit de multiples prix : Manuel Aznar de Journalisme (1982), Mariano de Cavia de Journalisme (1984), National de Journalisme Miguel Delibes (1997) et Don Juan de Borbón (1997).
Il est également docteur honoris causa des universités de Saragosse (1985), de Salamanque (1986), de l'Autonome de Madrid (1988), de Valladolid (1993), La Laguna (1994) et La Corogne (1997).
Il reçut de nombreuses distinctions tout au long de sa vie, notamment : commandeur de l'ordre des Arts et des Lettres de la République française (1979), Creu de Sant Jordi (1983), Ordre du Mérite de la République argentine (1998), grand-croix de l'ordre d'Alphonse X le Sage (2000), prix Aragon des Lettres (1990), prix Blanquerna (1993), prix international Menéndez Pelayo (1994) et médaille d'or de la ville de Saragosse (1997).
Pour honorer sa mémoire, la fondation Germán Sánchez Ruipérez crée le prix Lázaro Carreter et la municipalité de Saragosse le Prix Lázaro Carreter de Littérature dramatique. Plusieurs centres d'enseignement secondaire et bibliothèques espagnoles portent également son nom.
Il a été crématisé et ses cendres reposent à Magallon.

## Œuvre
Son œuvre peut être divisée en cinq grands domaines : études linguistiques, études littéraires, manuels d'enseignement secondaire, articles journalistiques et œuvres théâtrales.

### Études linguistiques
- En accord avec la tendance académique dominante à l'époque de sa formation, sa première œuvre est une étude dialectale, qui s'intitule El habla de Magallón. Notas para el estudio del aragonés vulgar. (« le parler de Magallón. Notes pour l'étude de l'aragonais vernaculaire. », Institución Fernando el Católico, Saragosse, 1945).
- Assez vite il manifeste cependant des prises de position originales. Sa thèse de doctorat Las ideas lingüísticas en España durante el siglo XVIII (« les idées linguistiques en Espagne au cours du XVIIIe siècle », [s.n] (S.A.E. Graf. Espejo),Madrid, 1949, 287 p.) représente l'une des premières recherches sur l'histoire des idées linguistiques.
- La première édition du Diccionario de términos filológicos (« Dictionnaire de termes philologiques », Gredos, Col. Biblioteca románica hispánica, Madrid) date de 1953, qui fut réédité à de nombreuses reprises et  largement augmenté dans les éditions de 1963 et 1968.
- Concernant ses recherches grammaticales, on peut souligner qu'il applique dans les années 1970 les études de grammaire générative au contexte de la langue espagnole. Depuis cette perspective théorique, il lance avec Emilio Alarcos Llorach diverses polémiques sur l'article et sur la voix passive, et se révèle être défenseur d'un structuralisme fonctionnel.

Une grande partie de ses travaux linguistiques sont rassemblés dans son livre Estudios de lingüística (Crítica, Madrid, 1980, 256 p. ,  (ISBN 84-8432-116-9)).

### Études littéraires
Ses travaux incluent des études spécifiques portant sur des genres littéraires, des auteurs, ainsi que des études de théorie générale de la littérature.
- On peut souligner l'importance de ses recherches dans le champ de la littérature du Siècle d'or espagnol, recueillies notamment dans Estilo barroco y personalidad creadora: Góngora, Quevedo, Lope de Vega (Cátedra, Madrid, 1966, édition augmentée en 1974, 200 p. ,  (ISBN 84-376-0022-7)), Clásicos españoles. De Garcilaso a los niños pícaros (Alianza, Madrid, 2002, 447 p. ,  (ISBN 84-206-4142-1)), ainsi que divers travaux sur la picaresque comme "Lazarillo de Tormes" en la picaresca (Ariel, Barcelone, 1972, 232 p.) et l'édition commentée de La vida del Buscón llamado Don Pablos de Francisco de Quevedo (Salamanque, 1965).
- En théorie de la littérature il intègre le structuralisme aux études littéraires à travers les formalistes russes, et en particulier de Roman Jakobson. Ses principales contributions dans ce domaines sont recueillies dans  Estudios de Poética (la obra en sí) (Taurus, Madrid, 1976, 159 p. ), plus tard complétés dans De poética y poéticas (Cátedra, Madrid, 1990, 250 p. ,  (ISBN 84-376-0887-2)).

Il était un conférencier réputé ; nombre de ses articles furent d'ailleurs avant toute chose des conférences. Les séries  Comunicación y lenguaje poéticos (1982) y Hacia una moderna pedagogía de la literatura (1991) sont écoutables en ligne sur le site web de la Fondation Juan March.

### Manuels d'éducation secondaire
À l'occasion d'un séjour de formation en France dans les années 1950 il découvre la méthode du commentaire de texte ; il publie avec Evaristo Correa Calderón (es) un ouvrage explicatif sur ce thème qui rencontre un succès immédiat chez les enseignants du secondaire.
Il publie par la suite divers autres manuels destinés à l'enseignement secondaire de langue et littérature espagnole, qui seront les plus utilisés dans l'Espagne des années 1960 à 1990.

### Articles de presse
Ils peuvent être regroupés en deux types : ceux de critique théâtrale et ceux de correction de la langue.
Les derniers paraissent tout d'abord avec l'épigraphe de El dardo en la palabra dans le journal Informaciones de Madrid en 1975. Ils seront plus tard diffusés dans divers journaux d'Espagne et d'Amérique (notamment El País) et réunis dans deux livres (El dardo en la palabra, 1997, et El nuevo dardo en la palabra, 2003). Dans ces articles il critique avec un ton humoristique les usages en désaccord avec la norme de l'espagnol classique, en particulier chez les journalistes. Ils rencontrent un important succès qui rapproche Carreter du grand public.

### Œuvres théâtrales
Dans les années 1950 il écrit deux drames, La señal (1952) et Un hombre ejemplar (1956), qui ne rencontrèrent qu'un succès relatif.
Il en fut différemment de la comédie La ciudad no es para mí, qu'il publie sous le pseudonyme de Fernando Ángel Lozano, et qu'il a quelquefois qualifiée de « péché véniel ».

## Distinctions
- Grand-croix de l'ordre de l'Infant Dom Henri